# Jovánczai Zoltán
Jovánczai Zoltán (Kaposvár, 1984. december 8. –) magyar labdarúgó. Jelenleg a Pénzügyőr csatára. Előtte a Kaposvár játékosa volt.

## Pályafutása

### Kaposvár
Jovánczai a Kaposvári Rákóczi színeiben kezdte pályafutását, 2004-ben. Első szezonjában, a 2004-05-ösben, huszonhárom első osztályú mérkőzésen lépett pályára, és három gólt szerzett. A Kaposvárral a tizenkettedik helyen zárták a szezont.

### Ferencváros
2005-ben, eligazolt a Ferencvároshoz. Első mérkőzése a Fradi színeiben, 2005. július 31-én volt a Videoton ellen. Egy félidőt kapott edzőjétől, László Csabától. Már a harmadik meccsén megszerezte első gólját az új csapatában, a Pápa ellen. Tavasszal duplázott a Pápa és a Zalaegerszeg ellen is, ráadásul egymást követő fordulókban. Később még a Pécs ellen is duplázott. Összesen huszonhét meccsen szerepelt, és tizenegy gólt szerzett. A góllövőlistán holtversenyben a hatodik helyen végzett. Csapatával a bajnokságot a hatodik helyen zárták, de kizárták őket az NB II-be.
A következő szezonban (2006-07), egy sérülés miatt csak ősszel játszhatott az immár másodosztályú Ferencvárosban. Nyolcszor játszott, és három gólt lőtt.
A 2007-08-as szezonban, ősszel még mindig nem játszhatott sérülése miatt, de a tavaszi felkészülést már társaival együtt kezdte meg a Fradinál. A téli átigazolási időszakban a Vasas vezetői megkeresték, hogy csatlakozzon hozzájuk. Jovánczai ennek eleget téve felbontotta a szerződését a zöld-fehérekkel, valamint két és fél éves szerződést írt alá az angyalföldi alakulathoz.

### Vasas
A Vasas színeiben, 2008. március 31-én debütált az Újpest ellen, ahol tizenkét percet töltött a pályán. Ezt a mérkőzést mindössze kettő követte már csak a szezonban, így összesen háromszor játszott a kilencedik helyen végző Vasasnál. Gólt nem szerzett. Egy fél év után visszatért a nevelőegyesületéhez, a Kaposvárhoz.

### Kaposvár - újra
2008 júliusában hároméves szerződést írt alá Kaposváron, ahol a kettes mezszámot viselhette csatártól szokatlanul. Első szezonjában, a régi-új csapatában húsz meccsen kapott bizalmat Prukner Lászlótól. Gólt nem sikerült szereznie. Bemutatkozó mérkőzése augusztus 16-án a Zalaegerszeg ellen volt. A szezont a kilencedik helyen zárták.
A következő szezonban (2009-10), mindössze négy meccsen játszott az őszi szezonban. Utolsó mérkőzését 2009. szeptember 12-én játszotta, volt csapata a Vasas ellen. 2010 januárjában, közös megegyezéssel felbontotta a szerződését a Kaposvárnál.

### Pápa
Februárban két és fél évre kötelezte el magát a Véber György vezette Lombard Pápához. Február 27-én mutatkozott be új csapatában, az MTK Budapest elleni mérkőzésen a 76. percben állt be csereként.